# Иван Райчев
Иван Райчев е български зоолог, доцент.

## Биография
Роден е на 1 януари 1956 г. е село Вълчитрън, област Плевен. През 1978 г. завършва специалност биолог-еколог в Софийския университет. От 1980 г. е екскурзовод, от 1984 – уредник, а от 1986 г. ръководител на отдел „Природа“ в Регионален исторически музей – Плевен.
Научните му интереси са в областта на фаунистиката, систематиката, поведенческата активност, сезонната динамика, зоогеографското разпространение и стопанското значение на видовете Coleoptera от семейство Staphylinidae. Автор е на над 30 специализирани научни публикации в България, Германия, Испания и Китай и над 100 научнопопулярни статии.
Умира на 20 август 2015 г. в Плевен.